# سومار
سومار (بالفارسية: سومار) هي مدينة تقع في إيران في Sumar District. يقدر عدد سكانها بـ 20 نسمة .